# Maciste il gladiatore più forte del mondo
Maciste il gladiatore più forte del mondo (br: Maciste - O Colosso da Arena) é um filme italiano de 1962, do subgênero peplum, dirigido por Michele Lupo e estrelado por Mark Forest.
Na série de aventuras com o herói Maciste realizada na Itália entre 1960 e 1964, Mark Forest interpretou seis exemplares além deste: O gigante no vale dos reis (1960), Maciste l'uomo più forte del mondo (1961), Maciste l'eroi più forte del mondo (1963), Maciste contro i mongoli (1963), Maciste gladiatore di Sparta (1964) e Maciste nell'inferno di Genghis Khan (1964). Originalmente em Totalscope.[carece de fontes?]

## Sinopse
Na antiga Roma, gladiadores profissionais escolhidos por Rufo (Sanipoli), lutam entre si até a morte. Os que têm sorte ganham liberdade e prêmio em dinheiro. Um deles é Maciste (Forest), o colosso da arena, que conquista ainda o amor da precisa Talima (Gabel). 

## Elenco
- Mark Forest: Maciste
- Scilla Gabel: Talima
- José Greci: Resia
- Jon Chevron: Bango
- Germano Longo: Ligonius
- Erno Crisa: Oniris
- Dan Vadis: Sidone
- Horold Bradley: Tuco
- Carlo Pisacane: oste
- Vittorio Sanipoli: slavo
- Maurizio Conti: Menide
- Calisto Calisti: Sklepios
- Alfio Caltabiano: Psychios
- Pietro Ceccarelli: Astorix (como Puccio Ceccarelli)